# اچ‌ام‌اس انترپرایز (۱۸۶۴)
اچ‌ام‌اس انترپرایز (۱۸۶۴) (به انگلیسی: HMS Enterprise (1864)) یک کشتی بود که طول آن ۱۸۰ فوت (۵۴٫۹ متر) بود. این کشتی در سال ۱۸۶۴ ساخته شد.